# Nuclear (álbum)
Nuclear es el cuarto álbum de estudio en solitario del cantautor español Leiva, lanzado el 22 de marzo de 2019.

## Historia
El 14 de diciembre de 2018, Leiva lanzó una nueva canción, No te preocupes por mí, con su videoclip, adelanto de su próximo disco. El 25 de enero de 2019, se lanzó el segundo sencillo del disco, Nuclear, y después, el tercer sencillo Lobos el 15 de febrero, y el cuarto sencillo En el espacio el 22 de febrero, cada uno de los tres singles con su lyric video. Ese mismo día Leiva anunció que el disco sería lanzado el 22 de marzo y que llevaría por título Nuclear, tomándolo de su segundo sencillo. El 22 de marzo, finalmente, se lanzó el álbum, en formato CD y en formato vinilo, acompañado del lanzamiento del quinto sencillo del álbum, El gigante de Big Fish, con un lyric video.

## Lista de canciones
| N.º | Título                                     | Duración |  |
| 1.  | «Expertos»                                 | 4:01     |  |
| 2.  | «Superpoderes»                             | 2:59     |  |
| 3.  | «No te preocupes por mí»                   | 3:49     |  |
| 4.  | «Maniobras suicidas»                       | 3:20     |  |
| 5.  | «Lobos»                                    | 3:37     |  |
| 6.  | «Nuclear»                                  | 3:55     |  |
| 7.  | «En el espacio»                            | 4:51     |  |
| 8.  | «Como si fueras a morir mañana»            | 4:00     |  |
| 9.  | «Costa de Oaxaca»                          | 3:34     |  |
| 10. | «Godzilla» (con Bunbury y Ximena Sariñana) | 5:14     |  |
| 11. | «A ti te ocurre algo»                      | 3:53     |  |
| 12. | «El gigante de Big Fish»                   | 3:12     |  |